# Tropidurus chromatops
Tropidurus chromatops — вид ігуаноподібних ящірок родини Tropiduridae. Мешкає в Болівії і Бразилії.

## Поширення і екологія
Tropidurus chromatops мешкають на болівійському плато Серранія-де-Уанчака в департаменті Санта-Крус та на бразильському плато Серра-Рікардо-Франко на заході Мату-Гросу. Вони живуть в сухих тропічних лісах і саванах серрадо, трапляються серед скель. Зустрічаються на висоті від 300 до 660 м над рівнем моря. Живляться комахами.